# 申旞
申旞（1509年—？），字儀卿，號潞石，直隸大名府魏縣民籍，山西潞城縣人，明朝政治人物。

## 生平
嘉靖十九年（1540年）庚子科順天府鄉試第七名舉人。嘉靖二十三年（1544年）中式甲辰科會試第五十九名，登第三甲第九十二名進士。授河南固始縣知縣，擢刑部主事，二十九年九月改任兵部主事，巡视京营，尋为咸宁侯仇鸞所陷害，下锦衣卫镇抚司监狱，贬莱州府推官，後官至吏部考功司员外郎。

## 家族
曾祖申鑄，主簿；祖父申清，巡檢；父申乾，母王氏。严侍下。